# 斯捷潘尼夫卡 (新顿涅茨凯市镇)

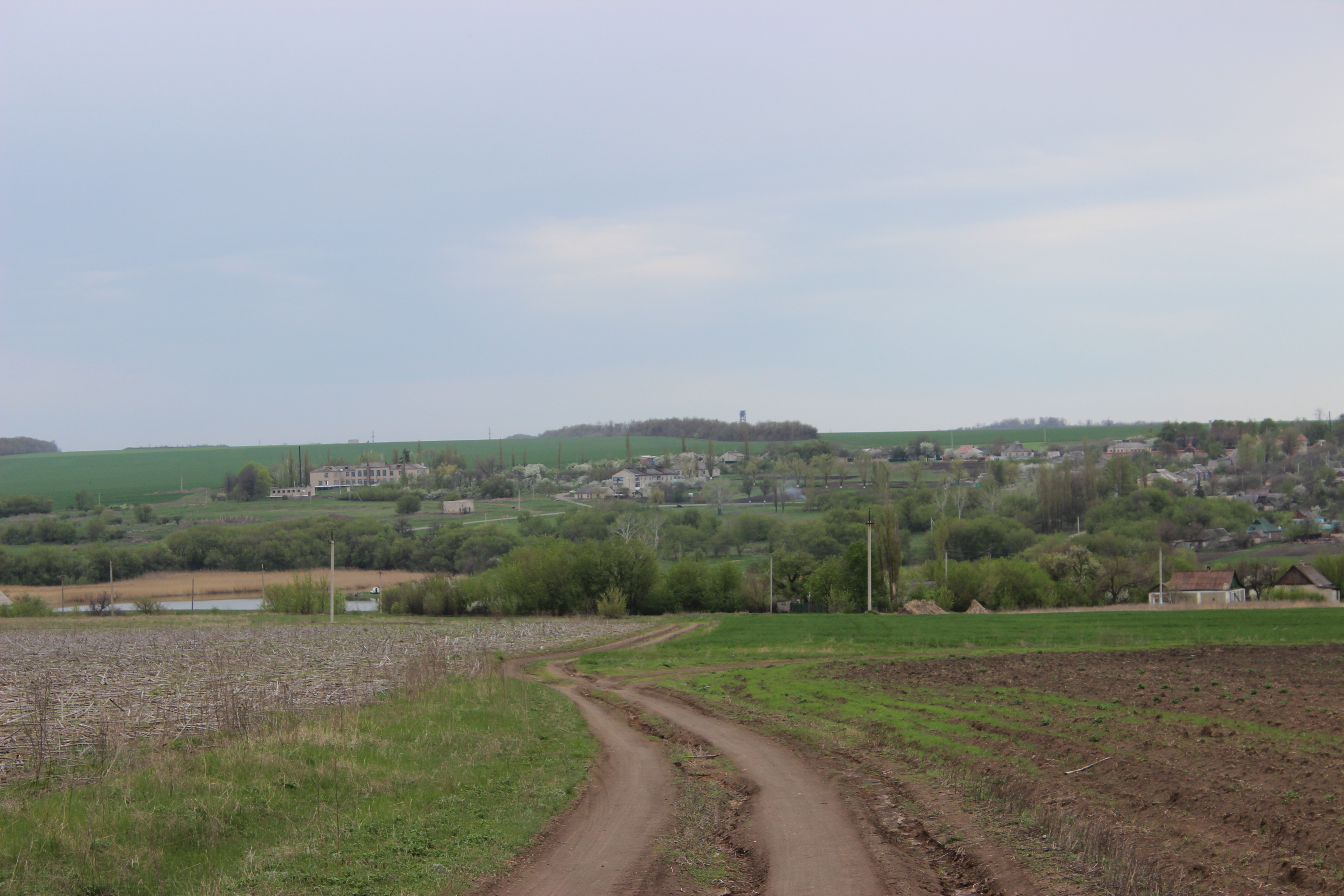
村中景色

斯捷潘尼夫卡（烏克蘭語：Степанівка），是烏克蘭東部頓涅茨克州克拉马托尔斯克区新顿涅茨凯市镇内的村落。處於沃佳納河畔，海拔高度138米，2001年人口1,039。